# Primetime
Primetime era um programa de televisão de revista de notícias norte-americana que estreou na ABC em 1989, com co-anfitriãos Sam Donaldson e Diane Sawyer, e originalmente teve o título Primetime Live. Originalmente, o programa foi transmitido ao vivo pela rede ABC e contou com uma plateia ao vivo. O episódio final do programa foi ao ar em 18 de maio de 2012.

## História
As primeiras entrevistas incluem Roseanne Barr e um pedaço de uma crise de reféns no Oriente Médio relatado por Chris Wallace. Donaldson e Sawyer permitiram que membros da plateia comentassem sobre o programa e fizessem perguntas aos convidados, que eram normalmente entrevistados ao vivo, via satélite ou em estúdio, uma prática que resultou em muitas dificuldades técnicas e satirização no Saturday Night Live. Os conflitos internos entre Sawyer e Donaldson posteriormente os levaram a serem separados, e as audiências eliminadas. No entanto, o programa sempre teve alguns elementos de transmissão ao vivo quando transmitido como Primetime Live, geralmente constituídos por Donaldson lenndo o discurso de abertura das notícias e o título, Primetime... LIVE!.
Ao longo do tempo, entrevistas ao vivo foram desenfatizadas e escondidas, e investigações de câmera escondida começaram a ocupar mais do cronograma.

### EscândaloFood Lion
Uma investigação com câmera escondida, da rede de compras Food Lion, levou a ABC a ser processada por invasão e quebra de lealdade, alegando que o relatório foi produzido sob pretextos enganosos, e os funcionários da ABC contratados pela Food Lion usando câmeras ocultas filmaram outros funcionários da Food Lion sem seguir os procedimentos de notificação adequados. Um júri condenou ABC a pagar 5,5 milhões de dólares para Food Lion, mas depois de recorrer para o 4th Circuit Court of Appeals, um tribunal federal, resultou em danos reduzidos para 2.00 dólares. Esse escândalo resultou no fechamento de lojas da Food Lion em novos mercados no Texas, Oklahoma, Louisiana, Delaware e Pensilvânia, cancelando a expansão para estados como Illinois, Missouri e Kansas, além de má publicidade e redução no lucro para a empresa.